# Grayham E. Mizon
Grayham E. Mizon (ur. 29 listopada 1942) – brytyjski ekonomista specjalizujący się w ekonometrii. Członek zagraniczny Polskiej Akademii Nauk od 2000 roku, profesor i wykładowca na Wydziale Ekonomii Uniwersytetu w Southampton.